# RankBrain
RankBrain ist ein von Google entwickelter, selbstlernender Algorithmus, der ein wichtiger Bestandteil bei der Ermittlung der Ergebnisreihenfolge von Suchanfragen ist. Er hilft Google, Suchergebnisse zu bearbeiten und relevantere Suchergebnisse für Nutzer bereitzustellen. In einem Interview 2015 kommentierte Google, dass RankBrain der drittwichtigste Faktor im Ranking-Algorithmus nach den Rückverweisen und dem Inhalt ist.
Wenn RankBrain ein Wort oder eine Phrase sieht, mit denen er nicht vertraut ist, kann der Algorithmus eine Vermutung treffen, welche Wörter oder Phrasen eine ähnliche Bedeutung haben könnten, und das Ergebnis entsprechend filtern. Dies erhöht die Effizienz bei der Behandlung von nie zuvor gesehenen Suchanfragen. Diese werden in Wortvektoren sortiert, die in Bezug auf sprachliche Ähnlichkeit nahe beieinander liegen. RankBrain versucht, diese Abfrage in Wörtern (Entitäten) oder Clustern von Wörtern abzubilden, die die beste Chance haben, zu passen. Daher versucht RankBrain zu erraten, was die Intention der Suchanfrage ist und speichert die Ergebnisse, um eine bessere Benutzerzufriedenheit zu gewährleisten.
Mit dem Einsatz von RankBrain, benutzt Google zum ersten Mal maschinelles Lernen und künstliche Intelligenz in Kombination, um Suchanfragen zu analysieren. RankBrain greift nicht nur auf bereits bekannte Muster zurück, sondern entwickelt auch neue. Dadurch soll sich der Suchalgorithmus kontinuierlich verbessern.